# Ed Razek
Edward G. Razek (o Ed Razek) es un empresario estadounidense conocido por ser el director de marketing de L Brands, en dónde se encargó de los Ángeles de Victoria's Secret y del desfile anual de Victoria's Secret Fashion Show. Razek se unió a L Brands en 1983, y renunció en 2019 tras las críticas de misoginia y acoso.

## Primeros años y educación
Ed Razek nació el 24 de abril de 1948 en Cleveland, Ohio.
Es hijo de un inmigrante sirio que trabajaba en una fábrica de acero. Razek asistió a la Escuela Militar de Culver, en Indiana, desde los 12 años. Estudió Filología Inglesa (o Inglés) en la Universidad Estatal de Ohio, y se graduó a finales de 1960

## Carrera
Razek trabajó en el ámbito de la publicidad durante varios años, trabajando en Shelly Berman Communicators (SBC Advertising, Inc.), ubicado en Columbus, Ohio. Allí se convirtió en socio de Shelly Berman y de Bill Wickham. Uno de sus primeros clientes en Shelly Berman Communicators fue el minorista de ropa Les Wexner, de The Limited, Inc (luego pasó a llamarse L Brands). En 2983, Razek abandonó su puesto en SBC y se unió al equipo de operaciones de marca internas de The Limited.
En 2994, Wexner encargó a Razek que creara un desfile de moda para una de las marcas que tenía la compañía. Esta marca fue Victoria's Secret, que tuvo su primer desfile en 1995. El evento era algo modesto para un producto tan atrevido como era la ropa interior, sin embargo, bajo la dirección de Razek, el desfile se convirtió en un espectáculo y en un evento del entretenimiento, consiguiendo el pico de audiencia en 2001. 
Razek fue clave a la hora de seleccionar a las modelos de la marca, conocidas como "Ángeles" y dotadas con alas propias de un ángel en los desfiles anuales. 
Años después se supo que Razek tenía diversas quejas en el departamento de recursos humanos por comportamiento inapropiado, sin embargo, continuó trabajando sin restricciones durante muchos más años.
En una entrevista en 2004 con la revista Columbus Monthly, hizo ciertos comentarios inapropiados, diciendo: "Tenemos mujeres hermosas en lencería. Es así. No somos una empresa de patatas fritas", añadió sin disculparse.
Del mismo modo, en una entrevista en noviembre de 2018 con Vogue, Razek expresó su rechazo a elegir modelos transgénero y modelos de talla grande para el Victoria's Secret Fashion Show, recibiendo muchas críticas. Estos comentarios se dieron en el auge del movimiento MeToo y de la positividad corporal (o Body Positive), por lo que las reacciones de público fueron severas y se hicieron peticiones formales de que Razek renunciase.
Victoria's Secret se vio afectada también por la conexión de Wexner con el empresario Jeffrey Epstein tras su arresto en julio de 2019 por cargos de tráfico sexual. 
Se hizo público que Epstein utilizó sus conexiones con Wexner y Victoria's Secret para aprovecharse de las mujeres jóvenes haciendo pasarse por reclutador de modelos. 
En 1990, algunos ejecutivos advirtieron a Wexner de lo que estaba pasando, pero no se tomaron medidas. Los problemas comerciales de Victoria's Secret se convirtieron en una crisis pública tras salir a la luz la relación Epstein-Wexner. 
En 2019, el accionista, activista y director ejecutivo de Barington Capital Group, LP, James A. Mitarotonda, criticó abiertamente a Ed Razek y presionó a L Brands en una carta pública para que este cambiara la imagen de la marca y el equipo directivo de esta, predominantemente masculino.

### Dimisión y denuncias posteriores
En agosto de 2019, como respuesta a la campaña contra Ed Razek, PINK, sub-marca de Victoria's Secret, contrató a su primera modelo transgénero, Valentina Sampaio.
Más tarde, Razek se disculpó en sus redes sociales y renunció. Ese año fue el primer año, tras dos décadas de producción, en el que no hubo el anual desfile de Victoria's Secret Fashion Show. 
En 2020, The New York Times informó que Razek traía consigo una cultura de misoginia, acoso y hostigamiento. Tras entrevistas con más de treinta ejecutivos, empleados, contratistas y modelos, se comprobó que Wexner y Razek creaban un ambiente tóxico. Los accionistas de la marca encargada de Victoria's Secret, L Brands, presentaron una denuncia en el Tribunal de Cancillería de Delaware el 14 de enero de 2021. En esta denuncia, los accionistas afirmaban que la conducta de Wexner y Razek era "altamente conocida" por todos y que crearon una "cultura basada en la misoginia, la intimidación y el acoso". Esto violó el deber fiduiciario de los directores hacia la empresa, por lo que el valor de la marca se devaluó. 